# Hydroporus fortis
Hydroporus fortis är en skalbaggsart som beskrevs av Leconte 1852. Hydroporus fortis ingår i släktet Hydroporus och familjen dykare. Inga underarter finns listade i Catalogue of Life.